# Joan Gubern i Fàbregas
Joan Gubern i Fàbregas   (Barcelona, 1866 - Barcelona, 17 de desembre de 1930) fou un advocat català.

## Biografia
El gener del 1915 fou elegit president de la comissió de legislació mercantil i social, previsió, cooperació, banca i borsa, de la Cambra Oficial de Comerç, Indústria i Navegació de Barcelona, i entre els anys 1918 i 1919 fou president del mateix organisme. El juny del 1919, el ministre d'Hisenda Juan de la Cierva y Peñafiel el va nomenar vocal de la Junta d'Arancels i de Valoracions.